# عبد الكريم زواري
عبد الكريم الزواري (بالفرنسية: Abdelkrim Zouari) (من مواليد 14 يوليو 1989 في سعيدة) هولاعب كرة قدم جزائري يلعب كمهاجم لإتحاد العاصمة في الرابطة الجزائرية المحترفة الأولى.

## روابط خارجية
- عبدالكريم زواري على موقع قاعدة بيانات كرة القدم.إي يو (الإنجليزية)
- عبدالكريم زواري على موقع Soccerway.com (الإنجليزية)
- عبدالكريم زواري على موقع عالم كرة القدم.نت (الإنجليزية)